# Johnny Werket
John Roland "Johnny" Werket (* 8. Oktober 1924 in Saint Paul; † 4. Juni 2010 in Sun City West) war ein US-amerikanischer Eisschnellläufer.

## Werdegang
Werket startete international erstmals in der Saison 1947/48. Dabei gewann er bei der Mehrkampf-Weltmeisterschaft 1948 in Helsinki die Silbermedaille im Großen Vierkampf. Bei den Olympischen Winterspielen 1948 in St. Moritz belegte er den 11. Platz über 10.000 m und den sechsten Rang über 1500 m. In den folgenden Jahren wurde er bei der Mehrkampf-Weltmeisterschaft 1949 in Oslo Fünfter und holte bei der Mehrkampf-Weltmeisterschaft 1950 in Eskilstuna die Bronzemedaille im Großen Vierkampf. Bei den Olympischen Winterspielen 1952 in Oslo lief er auf den 12. Platz über 1500 m sowie auf den 11. Rang über 500 m und bei den Olympischen Winterspielen 1956 in Cortina d’Ampezzo auf den 25. Platz über 1500 m sowie auf den 11. Rang über 500 m.
Nach seiner Karriere war Werket zunächst beim Richfield Skating Club und danach bei der US-Nationalmannschaft als Eisschnelllauftrainer tätig, darunter für die Olympiamannschaft von 1972. Er arbeitete 31 Jahre lang bei Northern States Power und ging im Jahr 1983 in Ruhestand. Er heiratete im Jahr 1951 eine Norwegerin und zog mit ihr nach seinem Ruhestand nach Sun City in Arizona.

## Erfolge

### Olympische Spiele
- 1948 St. Moritz: 6. Platz 1500 m, 11. Platz 10.000 m
- 1952 Oslo: 11. Platz 500 m, 12. Platz 1500 m
- 1956 Cortina d’Ampezzo: 11. Platz 500 m, 25. Platz 1500 m

### Mehrkampf-Weltmeisterschaften
- 1948 Helsinki: 2. Platz Großer Vierkampf
- 1949 Oslo: 5. Platz Großer Vierkampf
- 1950 Eskilstuna: 3. Platz Großer Vierkampf

## Persönliche Bestleistungen
| Disziplin | Zeit        | Datum            | Ort         |
| --------- | ----------- | ---------------- | ----------- |
| 500 m     | 42,0 s      | 15. Januar 1956  | Davos       |
| 1000 m    | 1:33,0 min  | 3. März 1948     | Eskilstuna  |
| 1500 m    | 2:16,1 min  | 30. Januar 1956  | Misurinasee |
| 3000 m    | 5:07,0 min  | 12. März 1949    | Røros       |
| 5000 m    | 8:44,6 min  | 4. März 1950     | Gjøvik      |
| 10.000 m  | 18:10,2 min | 12. Februar 1950 | Oslo        |